# タンジュンプリオク線
タンジュンプリオク線 (インドネシア語: Commuter Line Tanjung Priuk)は、KAIコミューターが運営するインドネシア、ジャカルタの通勤鉄道路線である。西ジャカルタのジャカルタコタ駅と北ジャカルタのタンジュンプリオク駅を結ぶ。路線図では「ピンク色」で表示されている。タンジュンプリオク線はわずか8.1キロメートルで、KAIコミューターの中で最も短い路線である。

## 歴史
オランダ領東インド時代の1883年から1885年にかけて、ジャカルタコタとタンジュンプリオク港を結ぶために建設されたジャカルタ横断線の一部である。1925年から電化されたインドネシアで最初の鉄道路線の一つでもある。

### 建設と開業

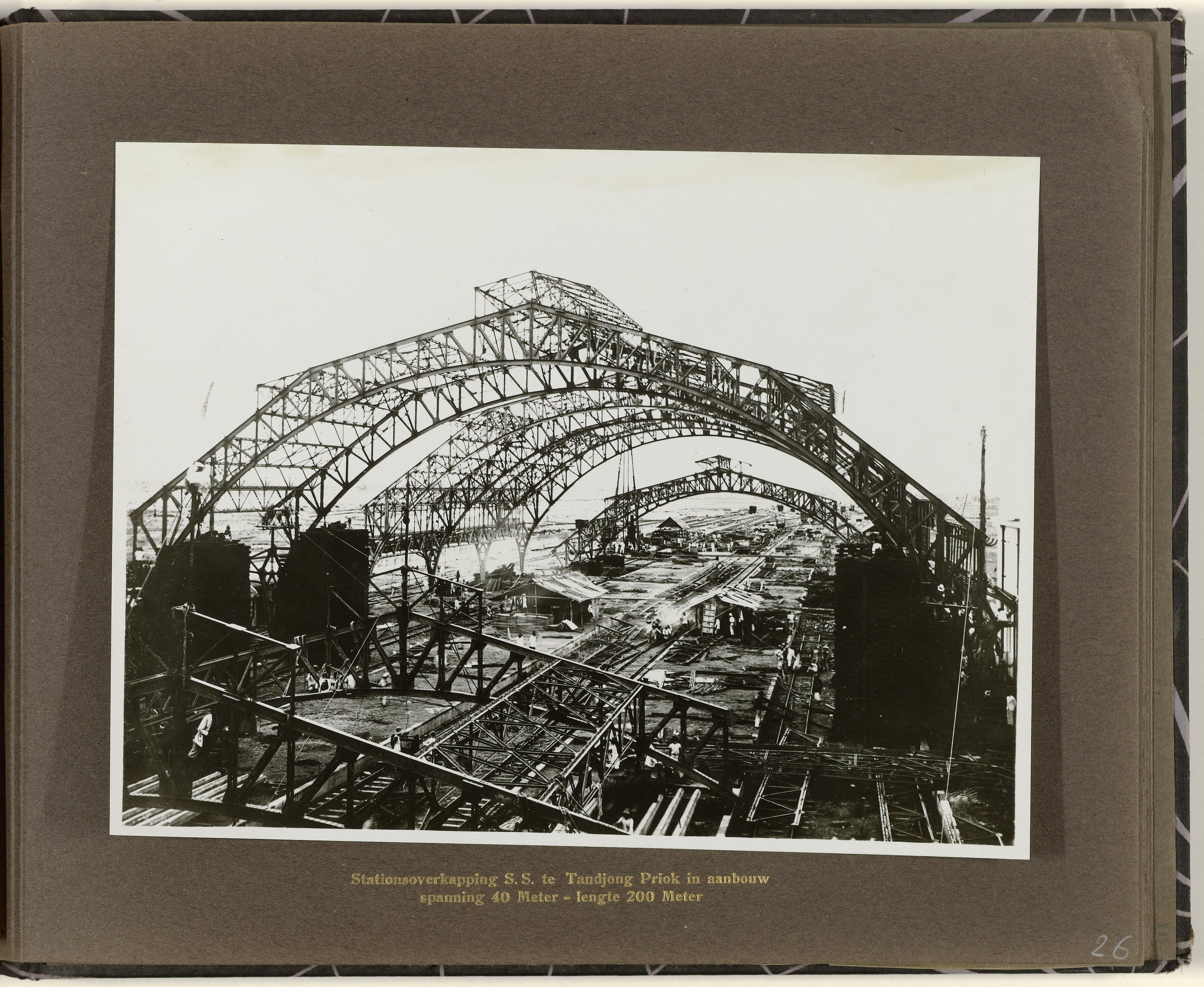
建設中のタンジュンプリオク駅

1877年12月12日にジャワ・ボーデ紙はタンジュンプリオク港の建設の進捗状況を報じた。港の建設の他に、オランダ・インド鉄道（NIS）によるバタヴィア駅からプリオクまでの支線の建設も含まれており、路線建設前に地盤測定が行われた。計画によれば、バタヴィア(NIS)駅からプリオク間は、車両が到着次第に定期運行が可能になる予定だった。労働者が大型休暇であるイード期間のために帰省したため10月に遅れた。建設段階は線路の敷設と橋の建設であった。ヘームラーデン広場に工場も建設され、錬鉄の補給が急務とされた。1878年3月28日、オランダ領東インド総督ヨハン・ヴィルヘルム・ファン・ランスベルゲがタンジュンプリオク港を開港し、バタヴィア・プリオク鉄道の試運転を行った。当時の出発駅はバタヴィア駅ではなく、ヘームラーデン広場（現在のジャカルタ・グダン駅）であった。
当路線の建設はバタヴィア（後のジャカルタ）地域での鉄道会社である、NISとBOS(Bataviasche Oosterspoorweg Maatschappij）間での対立による影響が大きい。当初NISは、当路線の運営に興味がないと表明していたが、設立まもないBOSは依然としてこのルートの運営に対し意欲的であった。植民地政府は、タンジュンプリオク港への鉄道の敷設には港の開発も必要も推進するべきと判断し、1885年11月2日より植民地政府が設立した会社であるStaatsspoorwegen（SS）に路線の運営を委託した。その後、2つの民間企業を統合する試みが複数回行われたが、路線の管理は国に委託されたままであった。
1898年にBOSがSSによって買収された。買収完了後すぐに、BOSによるバタヴィア駅(以下、バタヴィア南駅)からタンジュンプリオクとアニェル・キドゥルの連絡線が建設され、バタヴィア南駅はもはや終着駅ではなくなった。 分岐点では駅と信号所が設置され後のカンポンバンダン駅となった。タンジュンプリオク駅までの線路は単線であったが、数年後には、カンポンバンダンからタンジュンプリオクまで複線化された。バタヴィア駅が２つ（バタヴィアNIS駅と南バタヴィア駅）あることで線路の交差部が隣接していることから労災の危険や運行に支障への懸念が高まることとなった。
バタヴィアからメースター・コルネリス (現在のジャティネガラ駅) とタンジュン・プリオクを結ぶために、1904年3月1日にケマヨラン～アンチョール～タンジュン・プリオク線が完成した。この路線は、アンチョールとピサンバトゥと呼ばれるブロックポスト（現在のラジャワリ駅）を結ぶ。メーステル・コルネリス線と、バタヴィアからタンジュン・プリオクを結ぶ路線が並走していたため、複線に見える状態（単線並列区間）となった。

### 改良工事と電化
バタヴィア周辺の鉄道設備が複雑化していったため、タンジュンプリオク線では多くの改良工事が行われた。タンジュンプリオク駅の旅客専用の駅舎と線路の増設を行うことで客貨分離を実施した。SSの設立50周年に当たる1925年4月6日にタンジュンプリオク駅の新駅舎が開業し、タンジュンプリオク駅からメーステル・コルネリス駅まで電化が行われた。これがジャカルタで初めての電車の運行であった。バタヴィア・ベネデンスタッド駅（現在のジャカルタ・コタ駅）の開業に伴い、1925年に線路交差部が廃止され、カンポン・バンダン駅付近では立体交差化がおこなれた。ウェルテヴレデン（現在のサワ・ベサール駅方面）からの列車と電車の交差支障を防ぐためである。立体交差部はジャカルタ・コタ駅周辺から1,700メートルの距離に作られた。

### 独立後
1980年代にインドネシア政府は国際協力機構（JICA）と協力して、ジャカルタの鉄道網に関する調査を実施した。この開発は乗り換え駅を増やし、ジャボタベック全域で電車が運行できること目的とした。チカラン線の完全電化に加え、ジャカルタ・コタ駅とカンポン・バンダン駅の改築構想も立案され、1986年1月にJICAの報告書に記録された。1929年以来に存在していた立体交差部にカンポンバンダン駅が移設された。

## 駅一覧

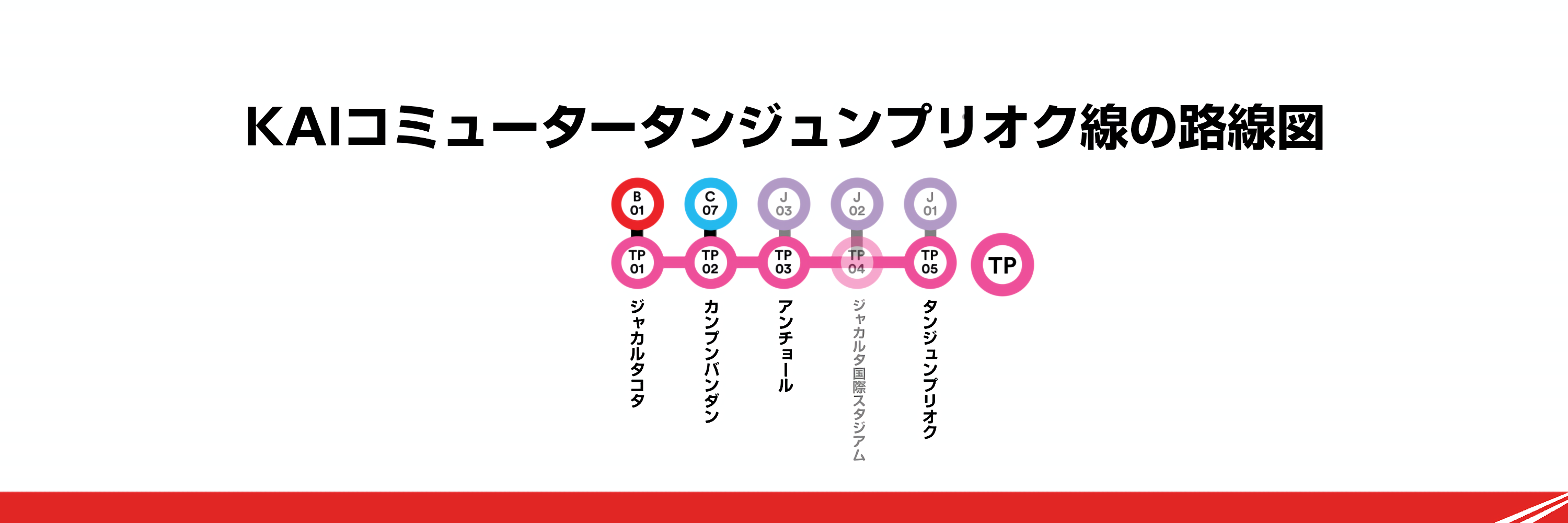
タンジュンプリオク線の路線図。（日本語表記）

| 駅番号 | 駅コード | 駅名                                                                      | 接続路線 | 所在地         | 所在地     |
| ------ | -------- | ------------------------------------------------------------------------- | --- | -------------- | ---------- |
| TP 01  | JAKK     | ジャカルタコタ Jakarta Kota                                               | - ボゴール線 - ジャカルタMRT 南北線（建設中） - トランスジャカルタ - コリドアー1 - コリドアー3H - コリドアー12 | 西ジャカルタ市 | ジャカルタ |
| TP 02  | KPB      | カンプンバンダン Kampung Bandan                                           | - チカラン線 - トランスジャカルタ - コリドアー5 - コリドアー5D - コリドアー10H                                 | 北ジャカルタ市 | ジャカルタ |
| TP 03  | AC       | アンチョール Ancol                                                        | - トランスジャカルタ - コリドアー5 - コリドアー5D                                                              | 北ジャカルタ市 | ジャカルタ |
| TP 04  |          | JIS （ジャカルタ国際スタジアム） Jakarta International Stadium （建設中） | | 北ジャカルタ市 | ジャカルタ |
| TP 05  | TPK      | タンジュンプリオク Tanjung Priuk                                          | - トランスジャカルタ - コリドアー10 - コリドアー10D - コリドアー10H - コリドアー12                             | 北ジャカルタ市 | ジャカルタ |

## 使用車両
現在の車両
- Seri 6000(元 東京地下鉄6000系電車)
- Seri 205 (元 JR東日本205系電車)

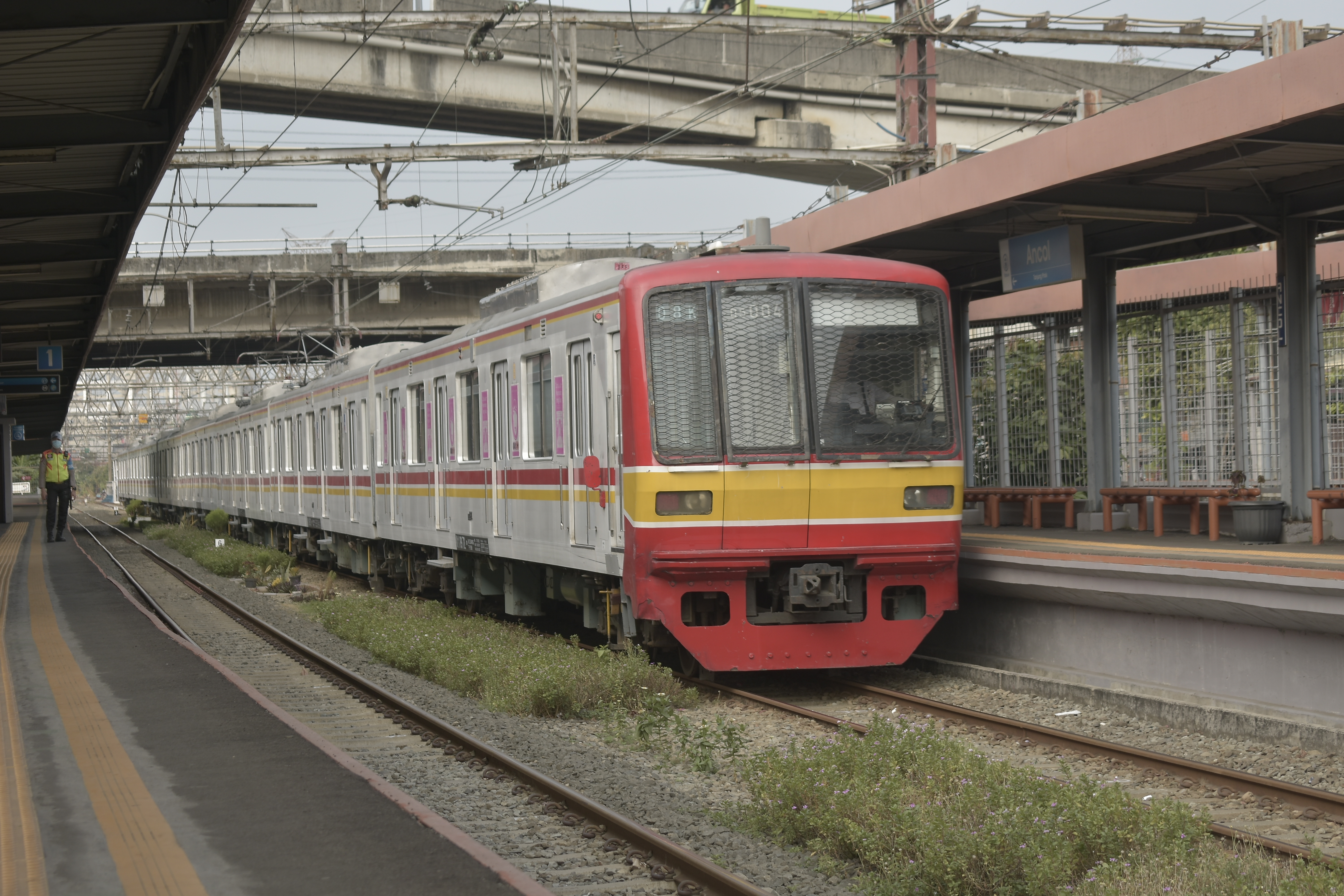
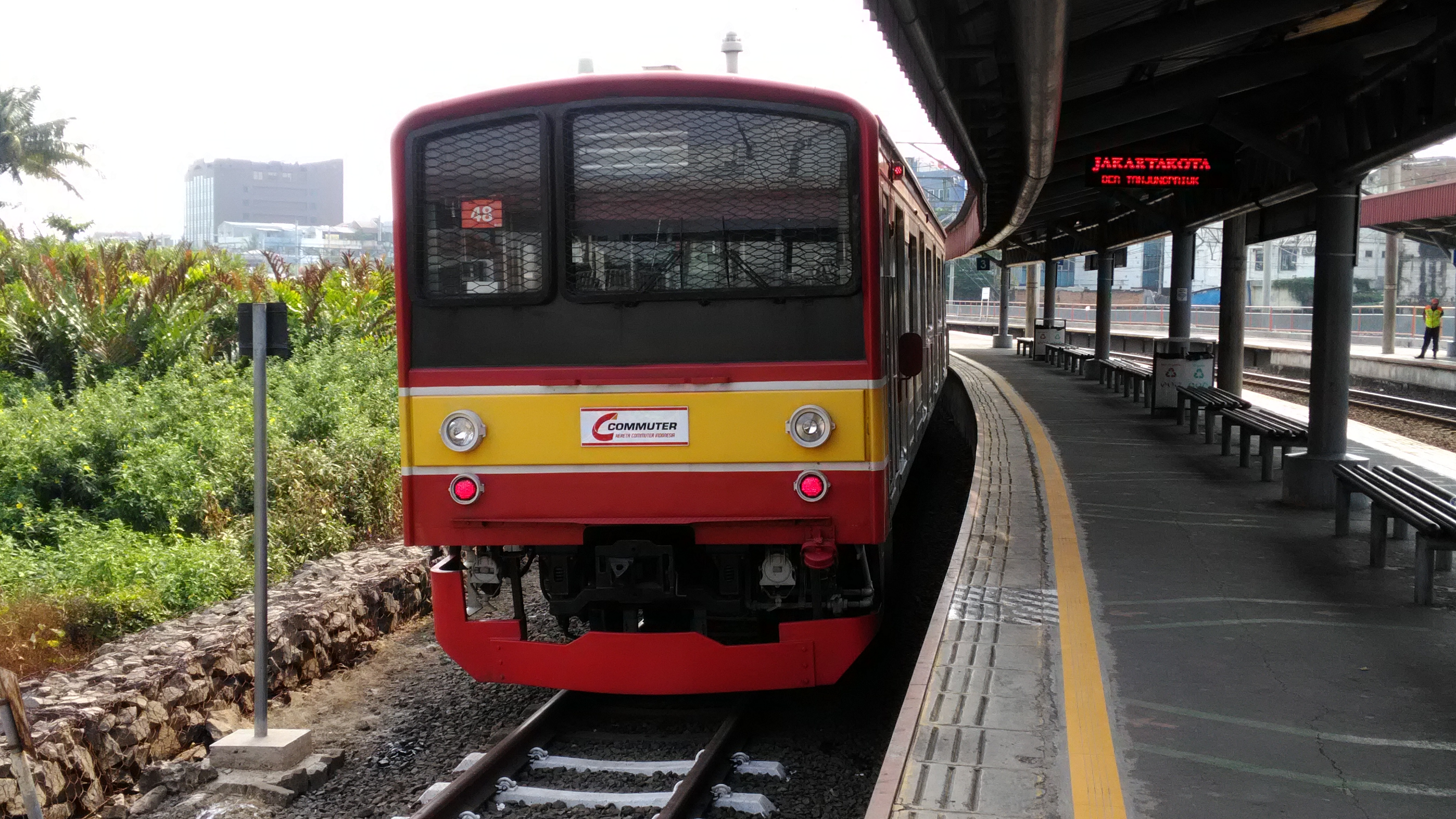
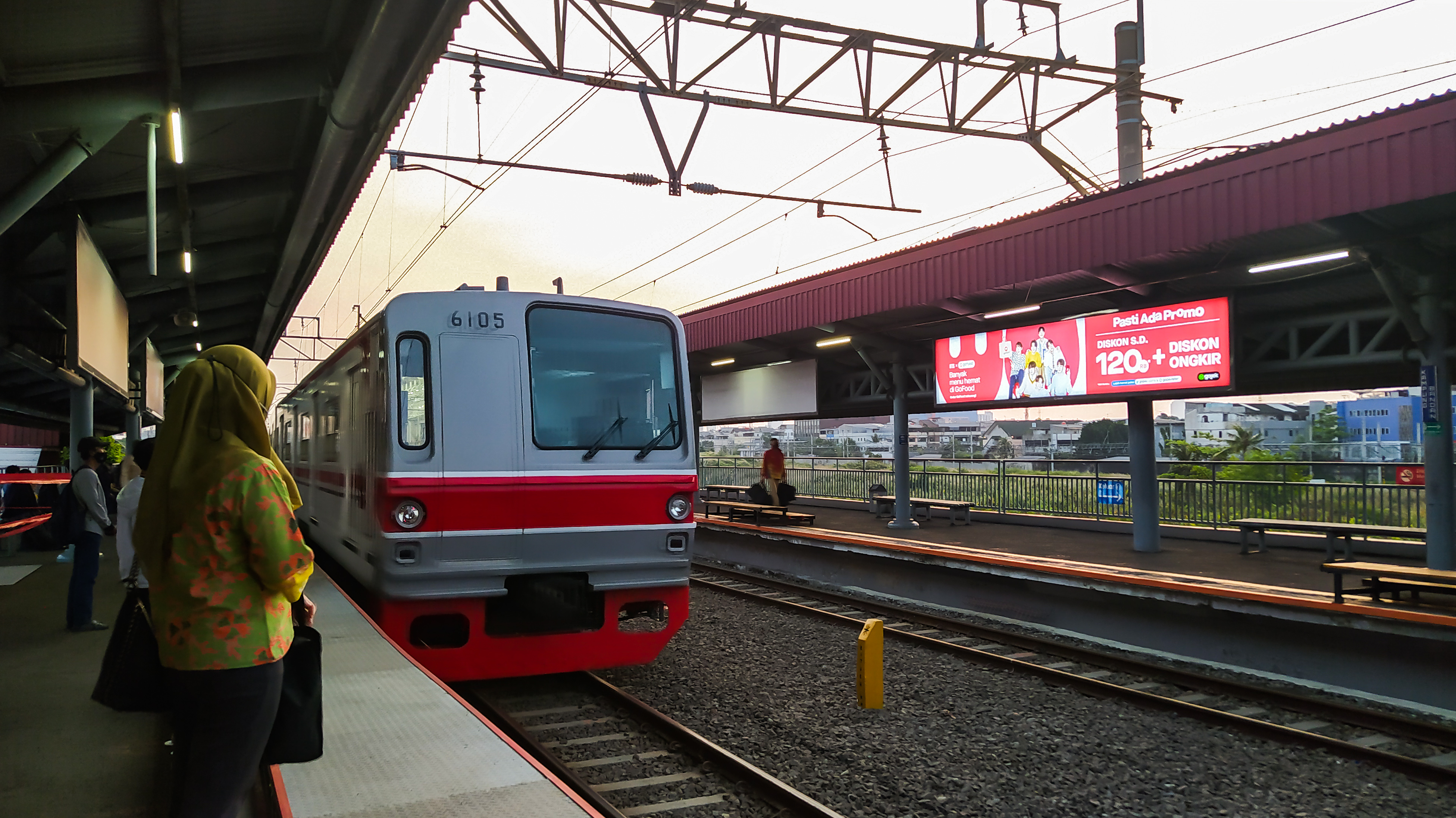
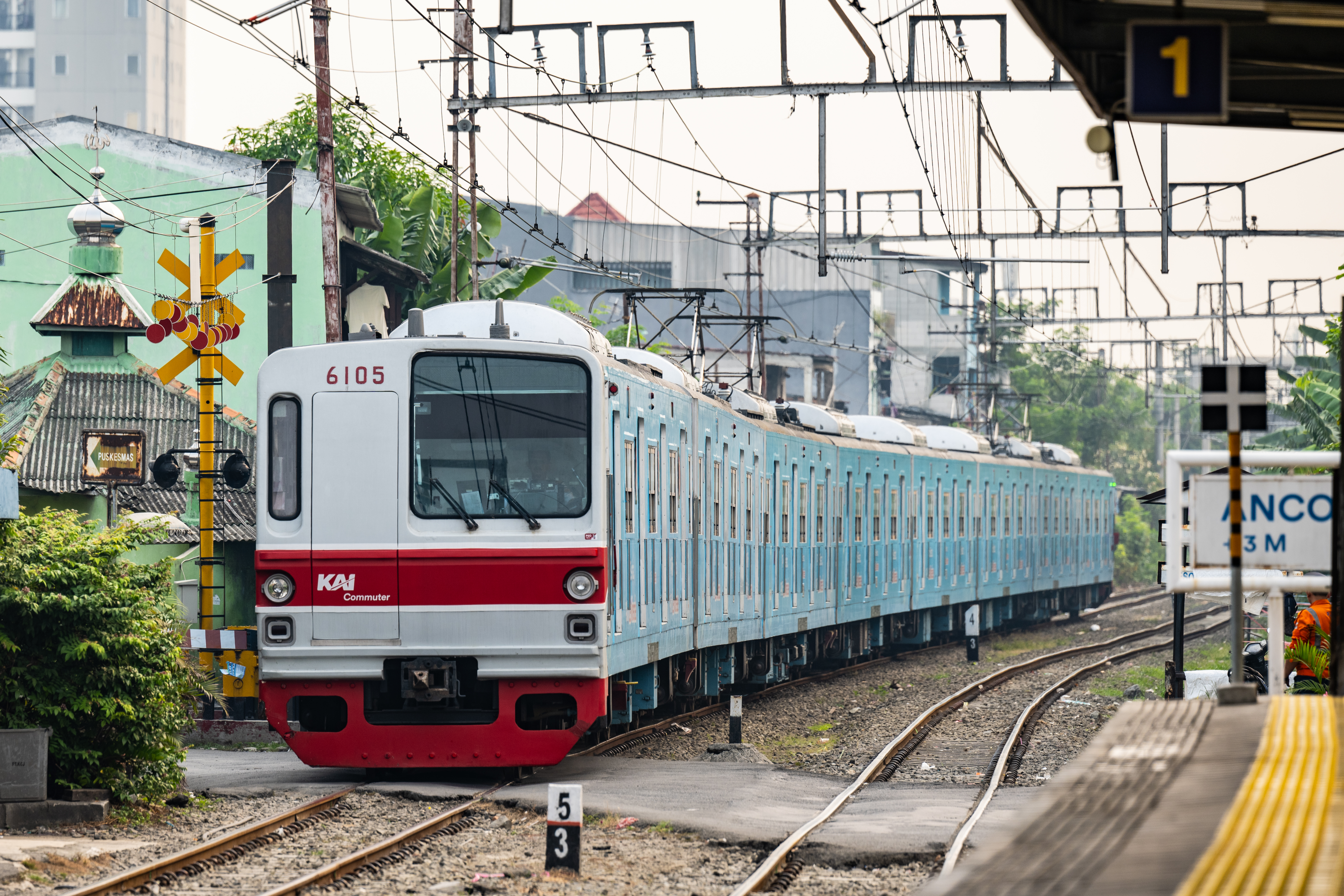
Seri 05(元 東京地下鉄05系電車)  - アンチョール駅から発車するSeri 6000

現在の車両（季節限定）
- Seri 8500(元 東急8500系電車)
- Seri 7000(元 東京地下鉄7000系電車)
- Seri 203 (元 JR東日本203系電車)

過去の車両
- Seri EA202 KfW I-9000系電車
- Seri EA102 Hitachi電車
- Seri EA101 BN-Holec AC電車
- Seri EA101 BN-Holec電車
- Seri ED101 Rheostatik電車
- ESS 3200形電気機関車
- ESS 100/200/400形電車

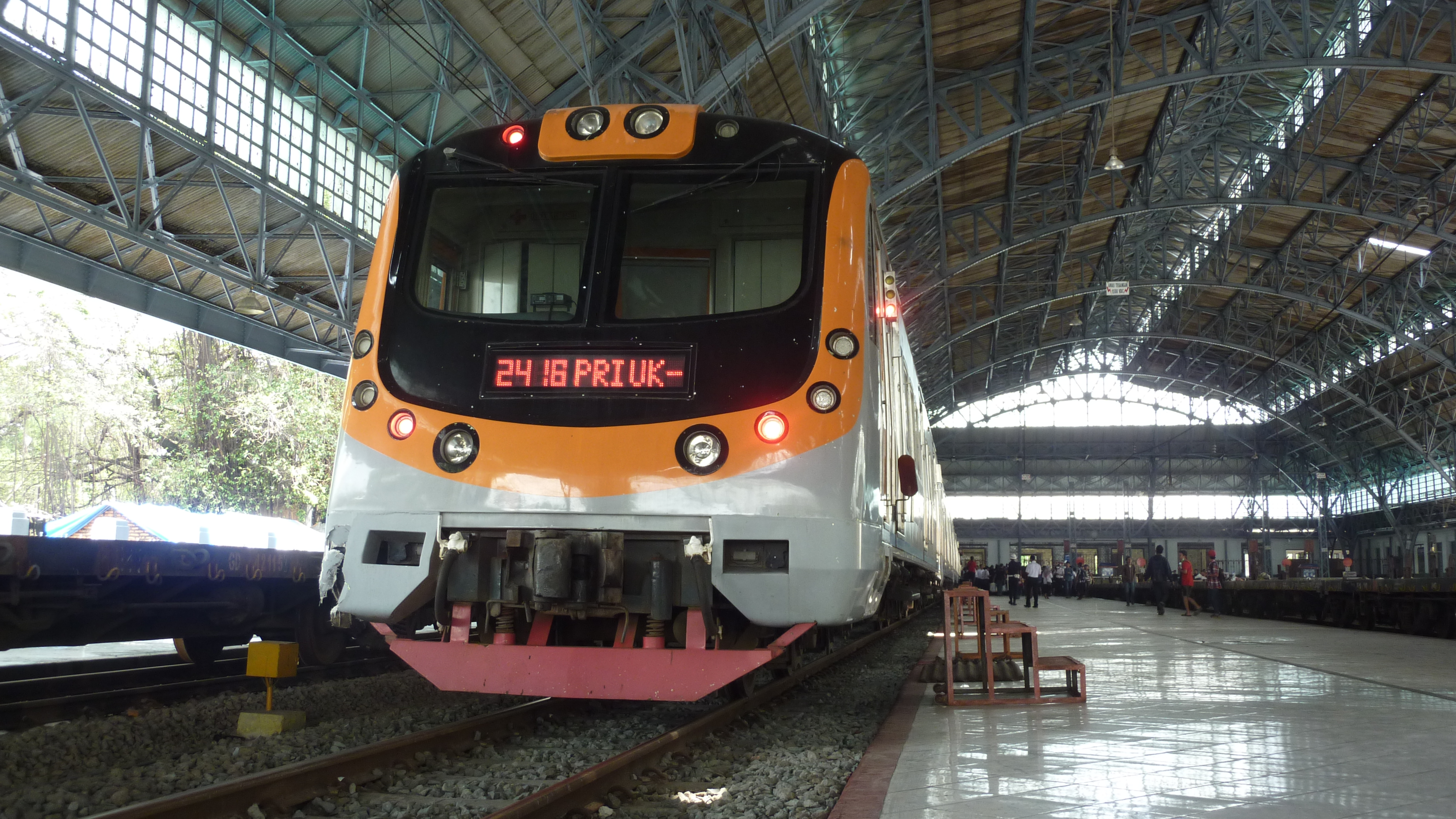
タンジュンプリオク駅に停車中のSeri EA202
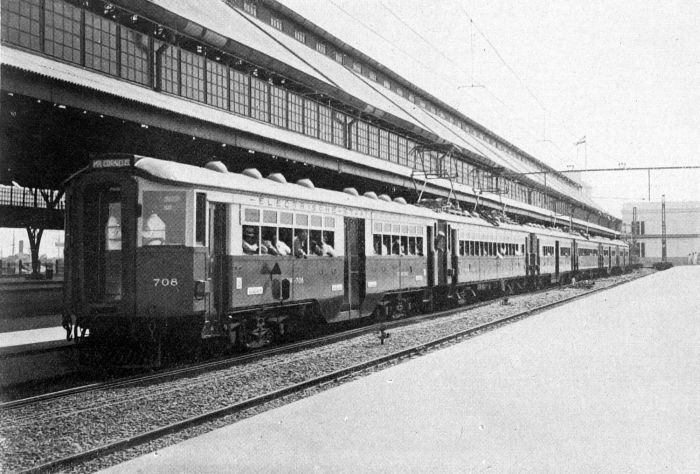
オランダ領東インド時代に投入されたESS 100/200/400形電車
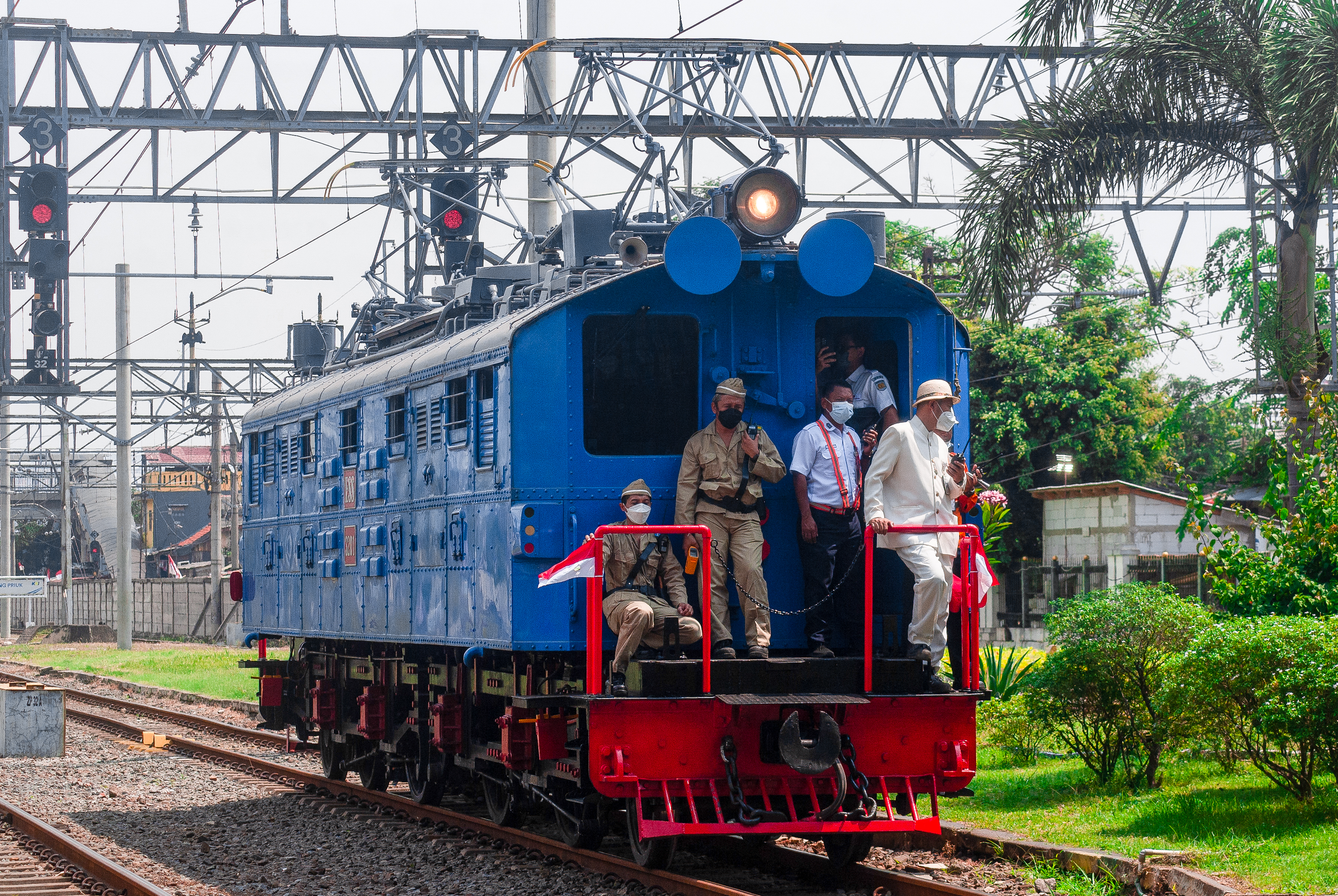
動態保存されているESS 3200形電気機関車